# A Kongói Köztársaság a 2011-es úszó-világbajnokságon
A Kongói Köztársaság a 2011-es úszó-világbajnokságon három úszóval vett részt.

## Úszás
Férfi
| Versenyző      | Esemény                     | Selejtező | Selejtező | Elődöntő          | Elődöntő          | Döntő             | Döntő             |
| Versenyző      | Esemény                     | Idő       | Helyezés  | Idő               | Helyezés          | Idő               | Helyezés          |
| -------------- | --------------------------- | --------- | --------- | ----------------- | ----------------- | ----------------- | ----------------- |
| Anauska Ndinga | Férfi 50 méteres gyorsúszás | 29.24     | 104       | Nem jutott tovább | Nem jutott tovább | Nem jutott tovább | Nem jutott tovább |
| Emile Bakale   | Férfi 50 méteres gyorsúszás | 25.38     | 67        | Nem jutott tovább | Nem jutott tovább | Nem jutott tovább | Nem jutott tovább |
| Emile Bakale   | Férfi 50 méteres hátúszás   | 28.34     | 30        | Nem jutott tovább | Nem jutott tovább | Nem jutott tovább | Nem jutott tovább |

Női
| Versenyző                | Esemény                   | Selejtező | Selejtező | Elődöntő          | Elődöntő          | Döntő             | Döntő             |
| Versenyző                | Esemény                   | Idő       | Helyezés  | Idő               | Helyezés          | Idő               | Helyezés          |
| ------------------------ | ------------------------- | --------- | --------- | ----------------- | ----------------- | ----------------- | ----------------- |
| Aminata Aboubakar Yakoub | Női 50 méteres gyorsúszás | 37.07     | 80        | Nem jutott tovább | Nem jutott tovább | Nem jutott tovább | Nem jutott tovább |